# Knud Lehn Petersen
Knud Lehn Petersen (1. juni 1890 i Odense – 23. oktober 1974 i Odense) var en dansk arkitekt og kongelig bygningsinspektør.
Lehn Petersen blev født 1890 som søn af arkitekt, kgl. bygningsinspektør Jens Vilhelm Petersen og Maria Gottschalt. Han blev student fra Odense Katedralskole 1908, tømrersvend 1911 og bygningskonstruktør fra Odense Tekniske Skole 1911. I København kom han på Kunstakademiets Arkitektskole januar 1912, hvorfra han tog afgang som arkitekt i januar 1918. Dernæst oprettede han egen tegnestue i Odense 1920. Han var på rejser i Sverige 1915, Tyskland 1923 og Italien 1923, 1925 og arbejde i studietiden hos Martin Borch fra 1915. 
Han blev udnævnt til kgl. bygningsinspektør for Fyn og de sønderjydske landsdele 1929 og bestred dette embede frem til 1960, var medlem af Odense Byråd 1929-37 og arkitekt for domkirkerne i Odense, Ribe og Haderslev. Han var Ridder af Dannebrog.
Derudover var Lehn Petersen medlem af inspektionen for Lahns Stiftelse, medlem af det særlige syn for Sorø, Ringsted, Kalundborg, Store Heddinge, Bjernede og Fjenneslev kirker, af forstanderskabet for Dronningens Asyl i Odense og af Odense byråds udvalg for de offentlige samlinger.
Han ægtede 15. marts 1918 i Nykøbing Sjælland Karen Sophie Henriette Meyer (14. august 1888 sammesteds – 18. februar 1977 i Odense), datter af købmand Carl Christian Meyer og Karen Berthelsen. Hans sønner Ebbe og Erik Lehn Petersen blev begge arkitekter. De assisterede ved en del restaureringsopgaver.

## Værker
- Arrestforvarerbygning i Ærøskøbing (1921)
- Præstegård i Georgsgade i Odense (1922)
- Tinglev Posthus, Tinglev (1926)
- Odense offentlige Slagtehuse, Rugårdsvej 60, Odense (1926-27)
- Sønderborg Toldkammer (1927)
- Ombygning af Fyens Stifts Sparekasse (1930-32)
- Svendborg Statsskole (1932)
- Landsarkivet, Aabenraa (1932-33)
- Tilbygning til Giersings Realskole, Nonnebakken 7, Odense (1935)
- Udbygning af det daværende Statshospital Sønderborg (1938-39, 1951, 1957-58)
- Sankt Knuds Gymnasium, Odense (1939-40)
- Biblioteksbygning i Tinglev (1940)
- Tilbygning til toldkammerbygningen, Skibbroen 20-22, Aabenraa (1941)
- Planlægning og opbygning af frilandsmuseet Den Fynske Landsby, Odense (1942-46)
- Udvidelse af Hans Tausens Kirke i Odense (1952-54, sammen med Erik og Ebbe Lehn Petersen 1953-72)
- Udbygning af Tønder Sygehus, Tønder (1953-72)
- Toldbygning ved grænseovergangen ved Kruså (1954, nedrevet)
- Haderslev Katedralskole, Haderslev (1964-67)
- Skårup Statsseminariums øvelsesskole (1966-68)
- Bevarende sanering af H.C. Andersen kvarteret, Odense (1970-72)
- Postbygning i Tinglev
- Kommuneskoler i Odense og Dalum
- Præstegårde i Odense, Strib, Verninge og Guldbjerg
- Politibygning i Otterup (1919). Jernbanegade 5.

### Restaureringer og ombygninger
- Restaurering af Dalum Kirke (1927-28)
- Restaurering af Margård
- Restaurering af Henner Frises Hus, Middelfart (1927-28)
- Ombygning af Hvedholm, Fyn (1928)
- Ombygning af Augustenborg Slot (1930-32)
- Restaurering af Langegade 8, Kerteminde (1934)
- Nyindretning af Gråsten Slot (1935-36, 1948)

### Skriftlige arbejder
- Dalum Kirkes bygningshistorie i: Dalum sogns historie, 1968.